# Regan Yee
Regan Yee (* 4. Juli 1995 in Vancouver, British Columbia) ist eine kanadische Leichtathletin, die über 3000 Meter Hindernis an den Start geht.

## Leben
Regan Yee stammt aus Vancouver. Während ihres dritten Schuljahres begann sie mit der Leichtathletik, seit Klassenstufe 5 tritt sie in Wettkämpfen an. Nach dem Schulabschluss nahm sie ein Studium an der Trinity Western University auf, das sie 2018 zunächst mit dem Bachelor of Arts abschloss. Seitdem studiert sie Mathematik auf Lehramt.

## Sportliche Laufbahn
2011 startete Yee in ihren ersten Wettkämpfen im Hindernislauf gegen die nationalen Konkurrentinnen und konnte in jenem Jahr die Bronzemedaille bei den Kanadischen U18-Meisterschaften über 2000 Meter gewinnen. Zwei Jahre später gewann sie in der Altersklasse U20 die Goldmedaille über 2000 Meter Hindernis, bevor sie im August 2013 bei den U20-Panamerikameisterschaften über die 3000-Meter-Distanz an den Start ging. Den Wettkampf beendete sie auf dem sechsten Platz im Finale. 2014 qualifizierte sie sich für die U20-Weltmeisterschaften in den USA. Im Vorlauf lief die in 10:32,04 min eine neue Bestzeit, verpasste damit dennoch als Neunte ihres Laufes den Einzug in das Finale. Ein Jahr später steigerte sie ihre Bestzeit um beinahe eine halbe Minute. Im August trat sie zur Universiade im koreanischen Gwangju an und belegte im Finale den siebten Platz. 2016 blieb Yee zum ersten Mal über 3000 Meter Hinderni unter der Marke von 10 Minuten. Anfang Juli verpasste sie als Vierte knapp eine Medaille bei den Kanadischen Meisterschaften. Eine Woche später trat sie in El Salvador bei den U23-Meisterschaften Nordamerikas an. Nachdem sie zunächst Bronze im 1500-Meter-Lauf gewinnen konnte, gewann sie darüber hinaus einen Tag später Gold im Hindernislauf.
2017 fokussierte sich Yee nahezu ausschließlich auf Mittelstreckenläufe. Im Juni lief sie mit 4:09,29 min persönliche Bestzeit über 1500 Meter. Über diese Distanz trat sie später im August bei ihrer zweiten Teilnahme bei der Universiade an und belegte im Finale den neunten Platz. 2018 und 2019 gewann sie bei den Kanadischen Meisterschaften jeweils die Silbermedaille im Hindernislauf. Ebenfalls 2019 trat sie bereits im Frühjahr bei den Crosslauf-Weltmeisterschaften in Dänemark an und belegte, zusammen mit der kanadischen Mixed-Staffel den siebten Platz. Später lief sie mit 9:35,49 min eine neue Bestzeit über 3000 Meter Hindernis und qualifizierte sich damit für ihre erste Teilnahme an den Weltmeisterschaften. Bevor sie in Doha an den Start ging, belegte sie in Lima bei ihrer ersten Teilnahme bei den Panamerikanischen Spielen den fünften Platz. Ende September trat sie dann bei den Weltmeisterschaften an, verpasste als Elfte ihres Vorlaufes allerdings den Einzug in das Finale.
Ende Juni 2021 wurde Yee zum ersten Mal kanadische Meisterin im Hindernislauf. Nur wenige Tage später lief sie in 9:27,54 min einen neuen Nationalrekord, unterbot damit die alte Bestmarke von 9:29,82 min ihrer Landsfrau Geneviève Lalonde und zudem die geforderte Qualifikationsnorm für die Olympischen Sommerspiele in Tokio. Anfang August trat sie im Vorlauf bei den Spielen an, konnte allerdings nicht an ihre Bestzeit heranlaufen und schied somit aus. Lalonde zog in das Finale ein und holte sich als Elfte mit einer Zeit von 9:22,40 min den Landesrekord zurück.

## Wichtige Wettbewerbe
| Jahr               | Veranstaltung                  | Ort                | Platz              | Disziplin          | Zeit               |
| Startet für Kanada | Startet für Kanada             | Startet für Kanada | Startet für Kanada | Startet für Kanada | Startet für Kanada |
| ------------------ | ------------------------------ | ------------------ | ------------------ | ------------------ | ------------------ |
| 2013               | U20-Panamerikameisterschaften  | Medellín           | 6.                 | 3000 m Hindernis   | 11:13,61 min       |
| 2014               | U20-Weltmeisterschaften        | Eugene             | 21.                | 3000 m Hindernis   | 10:32,04 min       |
| 2015               | Universiade                    | Gwangju            | 7.                 | 3000 m Hindernis   | 10:06,23 min       |
| 2016               | U23-Nordamerikameisterschaften | San Salvador       | 3.                 | 1500 m             | 4:19,16 min        |
| 2016               | U23-Nordamerikameisterschaften | San Salvador       | 1.                 | 3000 m Hindernis   | 10:38,79 min       |
| 2017               | Universiade                    | Taipeh             | 9.                 | 1500 m             | 4:22,65 min min    |
| 2019               | Panamerikanische Spiele        | Lima               | 5.                 | 3000 m Hindernis   | 10:00,08 min       |
| 2019               | Weltmeisterschaften            | Doha               | 33.                | 3000 m Hindernis   | 9:48,56 min        |
| 2021               | Olympische Sommerspiele        | Tokio              | 29.                | 3000 m Hindernis   | 9:41,14 min        |

## Persönliche Bestleistungen
Freiluft
- 1500 m: 4:08,92 min, 11. Juni 2022, Portland (Oregon)
- 3000 m: 9:06,15 min, 29. Januar 2022, Seattle
- 3000 m Hindernis: 9:27,54 min, 29. Juni 2021, Montreal

Halle
- 3000 m: 8:57,84 min, 8. Februar 2020, New York City